# 1993
1993 (MCMXCIII) е обикновена година, започваща в петък според Григорианския календар.

## Събития
- 1 януари – Чехословакия се разделя на Чехия и Словакия.
- 3 януари – в Москва Джордж Х. У. Буш и Борис Елцин подписват програмата СТАРТ 2, с цел ограничаване на стратегическите оръжия на двете страни.
- 8 януари – на път за летището в Сараево вицепремиерът на Босна и Херцеговина Хакия Турайлич е убит от сърбите.
- 13 януари – в Париж е подписана Конвенция за химическите оръжия.
- 20 януари – Бил Клинтън побеждава Джордж Х. У. Буш и става 42-рият президент на САЩ.
- 26 януари – Вацлав Хавел е избран за президент на Чехия.
- 10 март – Адолфас Шлежевичус става министър-председател на Литва.
- 12 март – няколко бомби избухват в Бомбай, Индия. Загиват 300 души.
- 5 април – Грузия въвежда национална валута лари.
- 6 април – ядрен инцидент в Томск, Русия.
- 26 април – Самолетът при полет 491 на „Индиан Еърлайнс“ се разбива малко след излитане при удар с камион и електропровод и убива 55 от 118 души на борда
- 27 април – край бреговете на Габон се разбива самолет с Националния отбор по футбол на Замбия. Загиват 18 играчи.
- 19 май – Самолетът при полет 501 на „SAM Кълъмбия“ се разбива близо до международното летище „Хосе Мария Кордова“, Меделин и убива всички 132 души на борда.
- 5 юни – 24 пакистански пехотинци са убити в Могадишу, Сомалия.
- 26 юли – Самолетът при полет 733 на „Ейжиана Еърлайнс“ се разбива в хълм на планината Унгео при третия си опит да кацне на летище „Мокпо“, Южна Корея. 68 от 116-те души на борда са убити.
- 19 октомври – започват предварителни разговори между Виетнам и Китай за уреждане на акваториалния диспут за Тонкинския залив.
- 1 ноември – влиза в сила Маастрихтският договор, с който се създава Европейският съюз.
- 11 ноември – Майкрософт пуска Уиндоус 3. 11.
- 14 декември – стартира радио Сигнал плюс
- 30 декември – Израел и Ватикана осъществяват дипломатически отношения.
- В Източен Берлин е основана немската метъл група Rammstein.
- Създадена е Първа чешка футболна лига.

## Родени
- 1 януари – Хазар Ергючлю, турска актриса
- 2 януари – Амела Терзич, сръбска лекоатлетка
- 4 януари – Скот Рединг, британски мотоциклетен състезател
- 12 януари – Зейн Малик, британски поп певец
- 22 януари – Нета Барзилай, израелска певица
- 29 януари – Рафи Бохосян, български поп певец
- 19 февруари – Виктория Джъстис, американска актриса и певица
- 5 март – Хари Магуайър, английски футболист
- 30 април – Амине Гюлше, турска актриса и модел
- 13 май – Деби Раян, американска актриса и певица
- 15 май г. – Евелин Костова, българска актриса
- 26 юни – Ариана Гранде, американска певица, актриса, танцьорка и авторка на песни
- 28 юли
  - Шер Лойд, британска певица
  - Керана, българска певица
- 6 август – Даяна Ханджиева, българска актриса
- 29 август – Лиам Пейн, британски поп певец († 2024 г.)
- 8 септември – Павел Иванов, български актьор
- 13 септември – Найъл Хоран, британски поп певец
- 15 септември – Йордан Марков, български поп певец
- 20 септември – Юлиан Дракслер, германски футболист
- 24 септември – Франко Мазурек, аржентински футболист
- 3 октомври – Севда Ергинджи, турска актриса
- 8 октомври – Ангъс Джоунс, американски актьор
- 24 ноември – Ханде Ерчел, турска актриса и модел
- 5 декември – Рос Баркли, английски футболист
- 15 декември – Филип Буков, български актьор
- 16 декември – Юсеин Вейселов, български политик

## Починали
- Величка Пандева, българска скиорка, състезателка по ски бягане (* 1942 г.)
- Димитър Кондовски, художник, критик и педагог (* 1927 г.)
- Никола Беровски, македонски учител (* 1923 г.)

Януари
- 6 януари
  - Рудолф Нуреев, балетист и хореограф (* 1938 г.)
  - Дизи Гилеспи, американски джаз музикант (* 1917 г.)
- 18 януари – Елинор Хибърт, британска писателка (* 1906 г.)
- 20 януари – Одри Хепбърн, английска актриса (* 1929 г.)
- 21 януари – Феличе Борел, италиански футболист и треньор (* 1914 г.)
- 22 януари – Кобо Абе, японски писател (* 1924 г.)
- 23 януари – Кийт Лаумър, американски писател (* 1925 г.)
- 27 януари – Андре Гиганта, френски кечист (* 1946 г.)
- 29 януари – Густав Хасфорд, американски писател (* 1947 г.)
- 30 януари – Светослав Рьорих, руски художник (* 1904 г.)

Февруари
- 5 февруари – Джоузеф Манкевич, американски режисьор и сценарист (* 1909 г.)
- 6 февруари – Артър Аш, американски тенисист (* 1943 г.)
- 11 февруари – Робърт Холи, американски биохимик, носител на Нобелова награда (* 1922 г.)
- 20 февруари – Феручо Ламборгини, италиански инженер и автомобилен производител (* 1916 г.)
- 24 февруари – Боби Мур, английски футболист (* 1941 г.)
- 27 февруари – Лилиан Гиш, американска актриса (* 1893 г.)

Март
- 5 март – Сирил Колар, френски режисьор и писател (* 1957 г.)
- 9 март – Ваня Войнова, българска баскетболистка (* 1934 г.)
- 14 март – Петър Чернев, български актьор (* 1934 г.)
- 17 март – Хелън Хейс, американска актриса (* 1900 г.)
- 19 март – Алексей Аджубей, съветски журналист (* 1924 г.)
- 20 март – Поликарп Куш, американски физик, носител на Нобелова награда (* 1911 г.)
- 23 март – Ханс Вернер Рихтер, немски писател (* 1908 г.)
- 31 март – Брендън Лий, американски актьор (* 1965 г.)

Април
- 2 април – Кирил Серафимов, български физик (* 1932 г.)
- 16 април – Димитър Пантелеев, български поет (* 1901 г.)
- 17 април – Тургут Йозал, турски политик (* 1927 г.)
- 18 април – Николай Наплатанов, български учен (* 1923 г.)
- 19 април – Дейвид Кореш, американски религиозен водач (* 1959 г.)
- 23 април – Сесар Чавес, активист за граждански права (* 1927 г.)

Май
- 1 май – Пиер Береговоа, френски политик (* 1925 г.)
- 17 май – Михаил Михеев, руски писател (* 1911 г.)
- 18 май – Адмира Исмич и Бошко Бръкич, „сараевските Ромео и Жулиета“ (и двамата * 1968 г.)
- 21 май – Джон Фрост, британски офицер (* 1912 г.)
- 26 май – Цола Драгойчева, български политик (* 1898 г.)
- 27 май – Тодор Боров, български библиограф (* 1901 г.)
- 30 май – Сън Ра, джазов музикант, пианист и композитор (* 1914 г.)

Юни
- 7 юни – Дражен Петрович, хърватски баскетболист (* 1964 г.)
- 13 юни – Доналд Слейтън, американски астронавт (* 1924 г.)
- 15 юни
  - Джеймс Хънт, британски пилот от Формула 1 (* 1947 г.)
  - Александър Владигеров, български пианист, композитор и диригент (* 1933 г.)
- 19 юни – Уилям Голдинг, английски писател, лауреат на Нобелова награда за литература през 1983 г. (* 1911 г.)
- 22 юни – Патриша Никсън, първа дама на САЩ (1969 – 1974) (* 1912 г.)
- 24 юни – Нуни Нанев, български тенор (* 1908 г.)
- 28 юни – Борис Христов, български певец (* 1914 г.)

Юли
- 1 юли – Герт Хофман, немски писател (* 1931 г.)
- 4 юли
  - Лола Гаос, испанска актриса (* 1921 г.)
  - Роман Качанов, руски режисьор (* 1921 г.)
- 14 юли – Лео Фере, френски поет и композитор (* 1916 г.)
- 31 юли – Бодуен, крал на белгийците (* 1930 г.)

Август
Септември
- 7 септември – Кристиан Мец, френски филмов теоретик (* 1931 г.)
- 20 септември – Ерих Хартман, германски пилот-изтребител (* 1922 г.)
- 22 септември – Морис Абраванел, американски диригент (* 1903 г.)
- 24 септември – Иън Стюарт Доналдсън, английски певец (* 1957 г.)

Октомври
- 21 октомври – Мелхиор Ндадайе, бурундийски политик (* 1953 г.)
- 23 октомври – Елена Николай, българска певица (* 1905 г.)
- 28 октомври – Юрий Лотман, руски семиотик (* 1922 г.)
- 31 октомври
  - Федерико Фелини, италиански кинорежисьор (* 1920 г.)
  - Ривър Финикс, американски актьор и музикант (* 1970 г.)

Ноември
- 1 ноември – Северо Очоа, испански биохимик, лауреат на Нобелова награда за медицина (физиология) през 1959 г. (* 1905 г.)
- 9 ноември – Свами Вишнудевананда, индийски гуру (* 1927 г.)
- 18 ноември – Тилемахос Кантос, кипърски художник (* 1910 г.)
- 19 ноември – Леонид Гайдай, съветски режисьор (* 1923 г.)
- 20 ноември – Кристофър Франк, френски писател, режисьор и сценарист (* 1942 г.)
- 22 ноември – Антъни Бърджес, британски писател (* 1917 г.)

Декември
- 2 декември – Пабло Ескобар, колумбийски наркобарон (* 1949 г.)
- 4 декември – Франк Запа, американски композитор, певец, режисьор и сатирик (* 1940 г.)
- 5 декември – Евгений Габрилович, руски сценарист (* 1899 г.)
- 6 декември – Данаил Василев, български диригент и композитор (* 1906 г.)
- 7 декември
  - Волфганг Паул, германски физик, носител на Нобелова награда (* 1913 г.)
  - Блаже Конески, македонски писател и кодификатор на македонския език (* 1921 г.)
- 11 декември – Банчо Банов, български актьор и сценарист (* 1925 г.)
- 14 декември – Мирна Лой, американска актриса (* 1905 г.)
- 18 декември – Стив Джеймс, американски актьор (* 1952 г.)
- 20 декември
  - Уилям Едуардс Деминг, американски статистик (* 1900 г.)
  - Емил Цанев, български сценарист и режисьор (* 1953 г.)
- 24 декември – Норман Винсънт Пийл, американски писател (* 1898 г.)
- 25 декември – Владимир Дивизиев, български учен (* 1923 г.)
- 27 декември – Мелитон Кантария, съветски военен (* 1920 г.)
- 31 декември – Звиад Гамсахурдия, първият президент на Грузия (* 1939 г.)

## Нобелови награди
- Физика – Ръсел Халс, Джоузеф Тейлър мл.
- Химия – Кари Мълис, Майкъл Смит
- Физиология или медицина – Ричард Робъртс, Филип Шарп
- Литература – Тони Морисън
- Мир – Нелсън Мандела, Фредерик де Клерк
- Икономика – Робърт Фогел, Дъглас Норт